# Стародубское ополье
Стародубское ополье (Стародубский лёссовый остров) — природно-исторический комплекс на территории Брянской области России в верховьях реки Снов, а также в бассейнах рек Бабинец, Вабля и Рассуха. Простирается примерно на 20-30 км с юга на север и на 60 км с запада на восток, имеет характер волнисто-увалистого лёссового плато, сильно расчлененного эрозией (ландшафт отмечен значительным количеством оврагов). Характеризуется плоско-волнистыми дренированными междуречьями со светло-серыми и серыми лесными почвами. Последние близки по плодородию к степным черноземам. Потому степень распаханности ополья традиционно весьма высока.
Получило название по имени города Стародуба. Начало формированию ополья положило наступление ледников с севера (последнее закончилось 20-40 тыс. лет назад — т. н. «Днепровское оледенение»). Ледник встретил сопротивление твёрдых пород Среднерусской возвышенности и обошел её двумя потоками. Но и возвышенные места в целом не избежали общей участи, однако они подверглась оледенению в последнюю очередь. При этом отдельные участки остались не тронутыми льдом (их впоследствии стали называть «останцами»). При таянии льда останцы получили наибольшее количество наносов в виде лёссовидных (безвалунных) суглинков. Эти наносы и стали материнской породой, из которой образовались здешние плодородные почвы. Окончательно сформировалось под воздействием деятельности человека к концу I тысячелетия н. э.
Растительный мир «Стародубского лёссового» острова представлен в основном степным травостоем с небольшим количеством дубрав с примесью вязов и других широколиственных пород деревьев.
Исторически расположено между летописными территориями северян («сели по Десне») и радимичей («сели на Соже»), протянувшемся от северянской Кветуни до радимичских поселений за рекой Титвой.